# Мельничук, Тарас Юрьевич
Тарас Юрьевич Мельничу́к (1938 — 1995) — украинский поэт-диссидент, жертва репрессивной психиатрии.

## Биография
Родился 20 августа 1938 года (по другим данным, в 1939) в селе Уторопы (ныне Косовский район, Ивано-Франковская область, Украина). После окончания десятилетки Тарас Мельничук работал корректором районной газеты «Советская Гуцульщина», далее — в Коми АССР лесорубом, шахтером на Донбассе, служил в рядах Советской армии.
В 1958 году поступил в Черновицкий государственный университет. На третьем курсе бросил учёбу и уехал по комсомольской путёвке на строительство НКГОКа, далее в течение двух лет работал плотником на стройках Красноярского края.
1964 год — восстановился в университете, из которого через полтора года был отчислен за вольнодумство.
Работал в редакциях районных газет Глубокой, Хотина, Косова, Верховины, Ивано-Франковска.
В 1967 году в издательстве «Карпаты» вышел его первый сборник стихов «Несімо любов планеті». В том же году поступил на заочное отделение Литературного института имени Горького. Весной 1969 г. КГБ УССР попытался возбудить против Т. Ю. Мельничука уголовное дело по ст.187-1 — «Распространение заведомо ложных измышлений, порочащих советский государственный и общественный строй» УК УССР за публичное выступление на вечере встречи выпускников Яблоновской средней школы.
Летом 1971 года представил рукопись сборника стихов «Чага» в издательства «Карпаты» и «Советский писатель» (Киев), что стало причиной его ареста 24 января 1972 года. Отбывал наказание в колониях Пермской области («Пермь-35» и «Пермь-36»), откуда вышел на свободу в марте 1975 года. Находился под надзором органов советской госбезопасности.
1982 год — в издательстве «Смолоскип» в Торонто без ведома автора вышел сборник его стихов «Из-за решётки».
После возвращения из тюрьмы, Тарас Мельничук начал сильно пить. Несмотря на предостережения друзей и их попытки помочь, в конце концов он попал на курс лечения в специальной больнице в Джурове. В 1985 году, после его побега из Джурова, Мельничук был отправлен в психбольницу в Подмихайловцах. Освобождён был лишь 27 апреля 1986 года, сразу после Чернобыльской аварии.
Член СПУ (1990).
Последние годы прожил в Коломые. Умер 29 марта 1995 года. Похоронен на месте бывшего родного подворья в Уторопах.
Ежегодно 19 августа в День города в Коломые вручают городскую литературную премию имени Тараса Мельничука.

## Награды и премии
- Государственная премия Украины имени Т. Г. Шевченко (1992) — за сборник стихов «Князь росы»